# Campionatul Mondial de Scrimă din 1979
Campionatul Mondial de Scrimă din 1978 s-a desfășurat în perioada 12–22 iulie la Melbourne în Australia.

## Rezultate

### Masculin
| Probă                 | Aur | Argint                                                                                         | Bronz                                                                                  |
| Spadă la individual   | Philippe Riboud (FRA)                                                                                   | Ernő Kolczonay (HUN)                                                                           | Leszek Swornowski (POL)                                                                |
| Spadă pe echipe       | Uniunea Sovietică Boris Lukomski Așot Karagian Leonid Dunaev Aleksandr Abușahmetov                      | RFG Alexander Pusch Elmar Borrmann Adrian Germanus Hanns Jana                                  | Elveția Patrice Gaille Daniel Giger Christian Kauter Michel Poffet François Suchanecki |
| Floretă la individual | Aleksandr Romankov (URS)                                                                                | Pascal Jolyot (FRA)                                                                            | Fabio Dal Zotto (ITA)                                                                  |
| Floretă pe echipe     | Uniunea Sovietică Aleksandr Romankov Vladimir Smirnov Sabirjan Ruziev Vladimir Lapițki Serghei Kosenkov | Italia Andrea Borella Fabio Dal Zotto Federico Cervi Mauro Numa Carlo Montano                  | RFG Matthias Behr Harald Hein Thomas Bach Klaus Reichert Matthias Gey                  |
| Sabie la individual   | Vladimir Nazlîmov (URS)                                                                                 | Viktor Krovopuskov (URS)                                                                       | Mihail Burțev (URS)                                                                    |
| Sabie pe echipe       | Uniunea Sovietică Vladimir Nazlîmov Mihail Burțev Viktor Krovopuskov Viktor Sideak Nikolai Aliohin      | Italia Michele Maffei Mario Aldo Montano Gianfranco Dalla Barba Marco Romano Ferdinando Meglio | Italia Jacek Bierkowski Mariusz Wodke Andrzej Kostrzewa Janusz Kondrat Tadeusz Piguła  |

### Feminin
| Probă                 | Aur                                                                                              | Argint                                                                                             | Bronz                                                                     |
| Floretă la individual | Cornelia Hanisch (FRG)                                                                           | Valentina Sidorova (URS)                                                                           | Ildikó Schwarczenberger (HUN)                                             |
| Floretă pe echipe     | Uniunea Sovietică Elena Belova Valentina Sidorova Irina Ușakova Nailea Gileazova Olga Dimitrenko | Ungaria · Ildikó Schwarczenberger · Edit Kovács · Zsuzsanna Szőcs · Gertrúd Stefanek · Magda Maros | RFG Cornelia Hanisch Ingrid Losert Sabine Bischoff Ute Wessel Jutta Höhne |

## Clasament pe medalii
| Loc | Țară              | Aur | Argint | Bronz | Total |
| --- | ----------------- | --- | ------ | ----- | ----- |
| 1   | Uniunea Sovietică | 6   | 2      | 1     | 9     |
| 2   | RFG               | 1   | 1      | 2     | 4     |
| 3   | Franța            | 1   | 1      | 0     | 2     |
| 4   | Ungaria           | 0   | 2      | 1     | 3     |
| 4   | Italia            | 0   | 2      | 1     | 3     |
| 6   | Polonia           | 0   | 0      | 2     | 2     |
| 7   | Elveția           | 0   | 0      | 1     | 1     |